# Championnats du monde de slalom de canoë-kayak 1969
Navigation
Championnats du monde de slalom 1967 Championnats du monde de slalom 1971
Les championnats du monde de slalom de canoë-kayak 1969 sont la 11e édition des championnats du monde de slalom. Ils se sont tenus du 2 au 3 août 1969 à Bourg-Saint-Maurice en France, et réunissent 168 participants provenant de 14 nations sur 10 épreuves.

## Podiums

### Femmes

#### Kayak
| Epreuve        | Or                                                                | Points | Argent                                                            | Points | Bronze               | Points |
| K-1            | Ludmilla Polesna (TCH)                                            |        | Ulrike Deppe (FRG)                                                |        | Jana Zverinová (TCH) |        |
| K-1 par équipe | Allemagne de l'Ouest Ulrike Deppe Bärbel Körner Brigitte Schwarck |        | Tchécoslovaquie Jana Zverinova Bohumila Kapplova Ludmilla Polesna |        | -                    |        |

### Hommes

#### Canoë
| Epreuve        | Or | Points | Argent | Points | Bronze | Points |
| C-1            | Wolfgang Peters (FRG) |        | Reinhold Kauder (FRG)                                                                                      |        | Zybnel Pulec (TCH) |        |
| C-1 par équipe | Allemagne de l'Ouest Harald Cuypers Reinhold Kauder Wolfgang Peters                                                                 |        | Tchécoslovaquie Frantisek Kadanka Zbynek Pulec Peter Sodomka                                               |        | France Claude Baux Michel Trenchant François Bonnet                                                                    |        |
| C-2            | France Jean-Claude Olry Jean-Louis Olry                                                                                             |        | Tchécoslovaquie Ladislav Mestan Zdenek Mestan                                                              |        | Tchécoslovaquie Miroslav Stach Zdenek Valenta                                                                          |        |
| C-2 par équipe | Allemagne de l'Ouest Manfred Hess / Wolfgang Wenzel Hermann Roock / Norbert Schmidt Karl-Heinz Scheffer / Heinz-Jürgen Steinschulte |        | Tchécoslovaquie Jiri Dejl / Zdenek Skelnar Ladislav Mestan / Zdenek Mestan Miroslav Stach / Zdenek Valenta |        | France Louis Devilleneuve / Pierre Devilleneuve Alain Duvivier / Dominique Duvivier Jean-Claude Olry / Jean-Louis Olry |        |

#### Kayak
| Epreuve        | Or                                                   | Points | Argent                                                 | Points | Bronze                                                           | Points |
| K-1            | Claude Peschier (FRA)                                |        | Werner Zimmermann, Jr. (SUI)                           |        | Werner Rosener (FRG)                                             |        |
| K-1 par équipe | France Alain Colombe Patrick Maccari Claude Peschier |        | Royaume-Uni Ray Calverly Kenneth Langford John Macleod |        | Allemagne de l'Ouest Jürgen Gerlach Ulrich Peters Werner Rosener |        |

### Mixte

#### Canoë
| Epreuve        | Or | Points | Argent | Points | Bronze                                                                                                | Points |
| C-2            | Tchécoslovaquie Jitka Traplová Milan Svoboda                                                              |        | France Jarka Lutz Claude Lutz                                                                             |        | Tchécoslovaquie Hana Koudelová Jiri Koudela                                                           |        |
| C-2 par équipe | Tchécoslovaquie Milan Svoboda / Jitka Traplova Petr Horyna / Alena Prouzova Jiri Koudela / Hana Koudelová |        | France Daniel Curtil / Marie-France Curtil Ernest Labarelle / Françoise Labarelle Claude Lutz/ Jarka Lutz |        | États-Unis Gay Fawcett / Mark Fawcett Nancy Southworth / Tom Southworth Paul Liebmann / Louise Wright |        |

## Tableaux des médailles
| Rang  | Nation               | Or | Argent | Bronze | Total |
| ----- | -------------------- | -- | ------ | ------ | ----- |
| 1     | Allemagne de l'Ouest | 4  | 2      | 2      | 8     |
| 2     | Tchécoslovaquie      | 3  | 4      | 4      | 11    |
| 3     | France               | 3  | 2      | 2      | 7     |
| 4     | Suisse               | 0  | 1      | 0      | 1     |
| 5     | Royaume-Uni          | 0  | 1      | 0      | 1     |
| 6     | États-Unis           | 0  | 0      | 1      | 1     |
| Total | Total                | 10 | 10     | 9      | 29    |